# The Piper at the Gates of Dawn
The Piper At The Gates Of Dawn (en español: El flautista a las puertas del alba) es el primer álbum de estudio debut de la banda de rock Pink Floyd, lanzado el 5 de agosto de 1967. Este disco fue uno de los primeros en explorar el rock psicodélico, junto con los álbumes, Revolver y el Sgt. Pepper's Lonely Hearts Club Band de The Beatles, The Doors de The Doors y The Velvet Underground & Nico de The Velvet Underground, que fue grabado casi simultáneamente. Se le considera uno de los LPs más influyentes de la historia.

## Temática
Syd Barrett fue el compositor principal de la mayoría de los temas, pero los aportes de cada integrante de la banda fueron fundamentales. El álbum contiene letras caprichosas sobre el espacio, gatos, espantapájaros, gnomos, bicicletas y cuentos de hadas, acompañadas con secciones de música psicodélica de matices variados basados en blues, folk galés, lullabies (música clásica infantil inglesa) y experimentación sonica. El título del LP proviene de uno de los capítulos de un libro que Barrett leía de joven: The Wind In The Willows (El viento en los sauces), de Kenneth Grahame, en el que los personajes Rata y Topo se encuentran con el dios Pan, que representa la poderosa fuerza de la naturaleza, y que ayuda a los animales a encontrar una nutria perdida. En este álbum se aprecia el gusto de Barrett por las letras basadas en asociaciones mentales espontáneas, algo así como un viaje psicotrópico.

## Grabación y edición
El álbum fue grabado entre diciembre de 1966 y los días, 16 de marzo, 15 de abril, y en el período del 4 de mayo al 16 de julio de 1967 en los Estudios Abbey Road, con una duración total de 41:56. Fue producido por Norman Smith. Peter Bown fue el ingeniero de sonido. El LP en versión monoaural, fue editado el 5 de agosto de 1967, y un mes después fue editada en versión estereofónica. Alcanzó el puesto #6 en las listas de Reino Unido, y #131 en las listas de Estados Unidos. En la edición de Estados Unidos, "See Emily Play" reemplazaba a "Astronomy Domine", y "Flaming" y "Bike" no figuraban.
La mezcla estereofónica fue editada en disco compacto en 1987, y una versión digitalmente remasterizada fue editada en disco compacto en 1994, y en 1995 en Estados Unidos. Tres años después, EMI lanzó una edición limitada, remasterizada, monoaural, en digipak, con arte en 3D.
En 1972 se editan el primer y segundo disco de Pink Floyd en un álbum doble llamado A Nice Pair. La lista de temas de The Piper At The Gates Of Dawn es la de la edición de Reino Unido, sólo que "Astronomy Domine" es reemplazada por la versión en vivo que se editó en el álbum doble Ummagumma en 1969.
El 27 de agosto de 2006, ha sido lanzada una edición especial, conmemorando el 40 aniversario de la primera edición.
Esta incluye tres discos, de los cuales dos son las versiones completas del álbum, monoaural y estereofónica respectivamente; y el tercer disco incluye sencillos como "Arnold Layne", "See Emily Play" y "Apples and Oranges", más las canciones "Candy and a Currant Bun" y "Paintbox" (lados B), además contiene versiones que se descubrieron en los archivos de EMI, de algunas de las sesiones del álbum; "Matilda Mother", "Apples and Oranges", y dos versiones inéditas de "Interstellar Overdrive", descubiertas en algunos EP en Francia, y en los archivos EMI las cuales son parcialmente distintas a las conocidas, especialmente en sus letras. El diseño gráfico de la edición estuvo a cargo de Storm Thorgerson y se basa en la sobreexposición de fotos de los integrantes de la banda.

## Legado y recepción
The Piper at The Gates of Dawn es uno de los discos más influyentes en la historia. Su avanzado sonido, experimentación y combinación de distintos géneros como rock, pop barroco y folk ha inspirado a distintos artistas como David Bowie, Gong, Phish, entre otros. La exploración sónica del disco es absoluta: cuenta con cambios de métrica (pasando del regular 4/4 a métricas como 11/8). También podemos encontrar progresiones de acordes inusuales (Astronomy Domine) y escalas poco comunes en la música popular (Matilda Mother). Y un par de improvisaciones en Interstellar Overdrive y Pow R. Toc H..
El álbum fue inicialmente recibido con algunas críticas frías, pero al paso del tiempo se ha ganado un lugar en el olimpo de la música. George Starostin afirmó que este álbum es "La Biblia Astral de la Psicodelia. Muy jodido, muy prendido. Escuchalo bajo tu propio riesgo". En NME, sobre la versión de 40 años de aniversario, escribieron que "[...] Incluye dos singles de Barrett, censurados, no incluidos en el álbum original: "Arnold Layne" y "See Emily Play", que son tan buenas como cualquier cosa que los Beatles hayan grabado, mientras ... Layne causó furor cuando fue censurada de la radio, ya que sus letras hablaban de un travesti que robaba ropa interior femenina de los tendederos." Sobre esto, Pitchfork comentó que "Mientras The Beatles ejercían control absoluto en las herramientas del estudio, Pink Floyd usaba el estudio para perder el control". Los mismos también dijeron "Mientras la mayoría de los discos del Verano del Amor eran positivos y unían, Piper era fracturado y terrorífico". El sitio le otorgó un 9.4 de 10.

## Canciones

### Lado A
- "Astronomy Domine" es la canción que abre el álbum, originalmente con el título de An Astral Chant, la canción se considera uno de los mayores y primeros exponentes del Space Rock, ya que las letras describen un escenario espacial, empezando con la voz de Peter Jenner, con un efecto que hace parecer a su voz la de un astronauta, seguido de  unos sonidos parpadeantes que simulan ser Código morse, la batería de Mason se presenta con un intro, seguido de la Fender Esquire de Barrett y el Órgano Farfisa de Rick, además de contar con vocales de Richard Wright y Syd Barrett.
- "Lucifer Sam" fue en las sesiones trabajadas como "Percy the Rat Catcher". En la canción, la Guitarra eléctrica de Syd Barrett, la Batería de Nick Mason y los Teclado de Wright predominan, la guitarra, teniendo un riff con un efecto de eco,. La canción trata acerca de un gato siamés, aunque algunos aseguran que la canción va dirigida a la entonces novia de Barrett, mencionada en la canción como el personaje "Jennifer Gentle".
- "Matilda Mother" es una canción musicalmente muy innovadora, donde se empieza con un bajo y órgano, Roger Waters toca varias veces la B en el traste 16, en la cuerda G en su bajo, variando la nota D a F# en la cuerda D, la guitarra de Barrett en varias partes no toca ningún acorde, siguiendo con los teclados de Wright, en medio de la canción toca un solo de teclado en la escala frigia en F#, todo esto mientras Mason toca la batería, que se pierde entre la mezcla. Las letras de la canción relatan como una madre le cuenta fragmentos de cuentos a su hijo, con voces cambiantes entre Wright y Barrett.

- "Flaming" fue otra canción escrita por Barrett, originalmente, llamándose "Snowing", la pista tiene letras con un ambiente infantil, de 2 amigos "Lazing in the foggy dew" ("Flojeando en la neblina del rocío"), mientras se juega con distintas imágenes fantasiosas, a estas letras se le suman una instrumentación en la que se empieza con distintos efectos de sonido, luego se introduce la voz de Barrett y le sigue el teclado de Richard, con una guitarra acústica entrando en el medio de la canción. El tema fue lanzado como sencillo en Estados Unidos, con The Gnome como Lado B.
- "Pow R. Toc H." es una pista instrumental, escrita por los cuatro miembros de la banda. Se destaca por ser la canción más larga del primer lado del álbum, además de contener efectos vocales por Roger Waters y Barrett inspirados por los efectos de Lovely Rita, del Sgt. Pepper's Lonely Hearts Club Band, tratando de imitar diferentes animales, concepto que se volvería a utilizar en Several Species of Small Furry Animals Gathered Together in a Cave and Grooving with a Pict. El tema también cuenta de un bajo y un piano predominante. La canción se volví en una recurrente para los conciertos, incluso apareciendo en la Suite de The Man and The Journey.
- "Take Up Thy Stethoscope And Walk" se destaca por ser la primera canción escrita por Roger Waters que aparecería en un álbum de Pink Floyd, el título hace referencia al Evangelio de Juan 5:8, que contiene la frase "Jesus saith unto him, Rise, take up thy bed, and walk.". Con un ritmo frenético ascendiente, distintos rellenos de batería por parte de Mason, partes de teclado de Wright y de guítarra de Barrett

### Lado B
- "Interstellar Overdrive" es donde la experimentación llega a un nuevo nivel, inspirados por el potente sonido de Tomorrow Never Knows de The Beatles, del álbum Revolver, teniendo una duración de casi 10 minutos, es el tema más largo del álbum y es instrumental, siendo otro tema de Space Rock (Reminiscente a Astronomy Domine), Rock psicodélico (Presente también en Matilda Mother, Flaming, entre otros) y de Avant-rock (Como Pow R. Toc H.). La canción empieza con la guitarra de Barrett, seguido por un riff distorsionado y descendiente, acompañado con la batería, el bajo y el teclado (que en la mezcla sonido estéreo no está presente en la primera parte del riff). A esto se le siguen varias improvisaciones, donde el teclado de Rick es predominante. La canción termina con el mismo riff, pero más lento y con varias cosas pasando alrededor. Después del lanzamiento del álbum y del tema, se convirtió en la canción más recurrente en conciertos de Pink Floyd desde 1967 hasta 1970, teniendo regularmente una duración mayor, incluso tocando la canción con Frank Zappa, así la canción se convirtió en uno de los mayores exponentes del Rock psicodélico de la historia. Las tomas 2 y 6 aparecieron en la Edición de 40 Aniversario del álbum, con una duración de poco más de 5 minutos
- "The Gnome" es una canción inspirada en el Folk y en el Pop barroco. La pista cuenta la historia de una túnica escarlata con un gnomo llamado Grimble-Gromble y sus actividades diarias junto a otros gnomos. La letra está presuntamente inspirada en la ficción de J. R. R. Tolkien. La canción fue lanzada en Estados Unidos como el Lado-B de Flaming
- "Chapter 24" es considerada uno de los pilares más importantes del Rock psicodélico. Fue la segunda canción grabada para el álbum, donde el teclado de Wright de nuevo, predomina y se le combina a la voz distorsionada de Barrett. Las letras son probablemente las más poéticas y significativas del álbum, puesto que estas se inspiran en el capítulo 24 (Chapter 24) del óraculo chino I Ching (El Libro de los Cambios), describiendo las etapas de este capítulo: "A movement is accomplished in six stages..." ("Un movimiento se lleva a cabo en seis etapas")
- "The Scarecrow" fue grabada en marzo de 1967, con otra influencia en el Folk y en el Pop barroco, apareció primero como el Lado-B del sencillo See Emily Play dos meses antes (llamada simplemente "Scarecrow"), pero el grupo se decidió por incluir la canción el LP. La pista empieza con el ritmo, realizado por Nick Mason, con Bloque de templo y Copas de metal, en el que se le suma la guitarra acústica de 12 cuerdas, el bajo y el órgano. Después entran un violonchelo interpretado por Wright y la guitarra de Barrett
- "Bike" es la última canción del disco, tuvo al igual que Lucifer Sam, influencias de la novia de Syd, debido a las letras de la canción que describen el encuentro de Syd con una chica a la que para impresionar le muestra una bicicleta prestada (De ahí el título de la canción), una capa, un ratón que no tiene hogar al que Syd llama "Gerald" y un ejército de hombres de jengibre. Al final Syd la invita a ir a un "Cuarto de melodías musicales", el que presuntamente podemos escuchar al final de la canción, una combinación de osciladores, relojes, gongs, campanas, un violín, y otros sonidos editados con técnicas de grabación, donde al final se escucha una risa maníaca con sonidos de ganso.

## Listado de temas
Todas las canciones escritas y compuestas por Syd Barrett, excepto donde está anotado

### Listado en el Reino Unido
| Lado A |                                                  |                                          |          |  |
| N.º    | Título                                           | Vocalista principal                      | Duración |  |
| 1.     | «Astronomy Domine»                               | Barrett y Wright                         | 4:13     |  |
| 2.     | «Lucifer Sam»                                    | Barrett                                  | 3:07     |  |
| 3.     | «Matilda Mother»                                 | Wright y Barrett                         | 3:08     |  |
| 4.     | «Flaming»                                        | Barrett                                  | 2:46     |  |
| 5.     | «Pow R. Toc H.» (Barrett, Waters, Wright, Mason) | Instrumental, voces por Barrett y Waters | 4:26     |  |
| 6.     | «Take Up Thy Stethoscope And Walk» (Waters)      | Waters                                   | 3:07     |  |

| Lado B |                                                           |                              |          |  |
| N.º    | Título                                                    | Vocalista principal          | Duración |  |
| 1.     | «Interstellar Overdrive» (Barrett, Waters, Wright, Mason) | Instrumental                 | 9:42     |  |
| 2.     | «The Gnome»                                               | Barrett, con Waters y Wright | 2:13     |  |
| 3.     | «Chapter 24»                                              | Barrett, con Wright          | 3:42     |  |
| 4.     | «The Scarecrow»                                           | Barrett                      | 2:11     |  |
| 5.     | «Bike»                                                    | Barrett                      | 3:22     |  |

### Listado en Estados Unidos
| Lado A |                                                  |                                          |          |  |
| N.º    | Título                                           | Vocalista principal                      | Duración |  |
| 1.     | «See Emily Play»                                 | Barrett, con Waters y Wright             | 2:53     |  |
| 2.     | «Pow R. Toc H.» (Barrett, Waters, Wright, Mason) | Instrumental, voces por Barrett y Waters | 4:26     |  |
| 3.     | «Take Up Thy Stethoscope And Walk» (Waters)      | Waters                                   | 3:05     |  |
| 4.     | «Lucifer Sam»                                    | Barrett                                  | 3:07     |  |
| 5.     | «Matilda Mother»                                 | Wright y Barrett                         | 3:08     |  |

| N.º | Título                                                    | Vocalista principal          | Duración |  |
| 1.  | «The Scarecrow»                                           | Barrett                      | 2:11     |  |
| 2.  | «The Gnome»                                               | Barrett, con Waters y Wright | 2:13     |  |
| 3.  | «Chapter 24»                                              | Barrett, con Wright          | 3:42     |  |
| 4.  | «Interstellar Overdrive» (Barrett, Waters, Wright, Mason) | Instrumental                 | 9:42     |  |

### Edición 40 Aniversario
Para el aniversario número 40 del álbum, en el 2007, se relanzó el álbum en LP, el 4 de septiembre y en CD el 11 de septiembre. Esta edición especial tenía 3 discos, uno en estéreo, otro en mono y un último disco dedicado a:
- 3 tomas alternas de las sesiones del álbum,
- 5 sencillos salidos en el 1967, tales como Arnold Layne, See Emily Play, Paint Box, entre otros
- 1 Mezcla en estéreo del sencillo Apples and Oranges, originalmente editado en mono

| Disco 3 de la Edición 40 Aniversario |                                                                   |                               |          |  |
| N.º                                  | Título                                                            | Vocalista principal           | Duración |  |
| 1.                                   | «Arnold Layne» (Sencillo)                                         | Barrett, con Wright           | 2:55     |  |
| 2.                                   | «Candy and a Currant Bun» (Sencillo, Lado-B de Arnold Layne)      | Barrett, con gritos de Waters | 2:46     |  |
| 3.                                   | «See Emily Play» (Sencillo)                                       | Barrett                       | 2:54     |  |
| 4.                                   | «Apples and Oranges» (Sencillo)                                   | Barrett, con Waters y Wright  | 3:05     |  |
| 5.                                   | «Paint Box» (Wright, Sencillo, Lado-B de Apples and Oranges)      | Wright                        | 3:47     |  |
| 6.                                   | «Interstellar Overdrive» (Barrett, Waters, Wright, Mason, Toma 2) | Instrumental                  | 5:15     |  |
| 7.                                   | «Apples and Oranges» (Mezcla Stereo)                              | Barrett                       | 3:11     |  |
| 8.                                   | «Matilda Mother» (Mezcla Alternativa)                             | Wright y Barrett              | 3:09     |  |
| 9.                                   | «Interstellar Overdrive» (Toma 6)                                 | Instrumental                  | 5:03     |  |

## Créditos

### Músicos
- Syd Barrett: guitarras, voz (en todas las canciones excepto en "Take Up Thy Stethoscope and Walk" e "Interstellar Overdrive"), coros.
- Roger Waters: bajo, voz (en "Pow R. Toc H." y "Take Up Thy Stethoscope and Walk"), coros.
- Rick Wright: órgano Farfisa, piano, celesta, voz (en "Astronomy Domine" y "Matilda Mother"), coros.
- Nick Mason: batería, percusión.

### Producción
- Producción artística: Norman Smith.
- Ingeniero de sonido: Peter Bown.
- Arte de tapa y fotografía: Vic Singh.

Edición en disco compacto:
- Remasterizado supervisado por James Guthrie.
- Remasterizado digitalmente por Doug Sax en The Mastering Lab, Los Ángeles.
- Diseño interior: Storm Thorgerson y Jon Crossland.
- Fotografía adicional: Dezo Hoffman, Adrian Boot y Chris Walters.